# 28729 Moivre
28729 Moivre (2000 GF123) là một tiểu hành tinh vành đai chính được phát hiện ngày 11 tháng 4 năm 2000 bởi P. G. Comba ở Prescott.